# Waddenhommel
De Waddenhommel (Bombus cullumanus) is een vliesvleugelig insect uit de familie bijen en hommels (Apidae). De wetenschappelijke naam is gepubliceerd in 1802 door Kirby. 
De Waddenhommel kwam voor van het zuiden van Zweden tot in Frankrijk. In  Nederland veelal op de Wadden maar ook in delen van Limburg. 
De laatste waarneming van de soort in Nederland was in 1953.
De laatste waarneming wereldwijd was in Frankrijk in 2004. De soort is zeer waarschijnlijk wereldwijd uitgestorven. 
De koninginnen en werksters van de Waddenhommel kunnen makkelijk verward worden met de Steenhommel (Bombus lapidarius, helemaal zwart met een rood kontje) De soort werd voor het eerst van Nederland vermeld in Ameland (Kruseman 1946), waar de soort ook in de daaropvolgende jaren werd aangetroffen. In 1946 werd B. cullumanus tevens vast gesteld op Terschelling. De laatste waarnemingen van deze soort komen ook van dit eiland (1953). De oudste vondsten komen uit 1922 (Gulpen). Over de nestbouw is niets bekend. De waddenhommel is/was een polylectische soort. Het merendeel van de Nederlandse gegevens stamt van eilandbezoeken in augustus. De soort vliegt vanaf begin juni tot begin september; jonge koninginnen en mannen vanaf begin augustus. Cavé (1953) wees op een opmerkelijk verschil in vliegactiviteit: "'s Morgens vlogen uitsluitend vrouwtjes, terwijl zich 's middags vele mannetjes tussen de wijfjes bevonden".